# Apeadero Punta Piedras

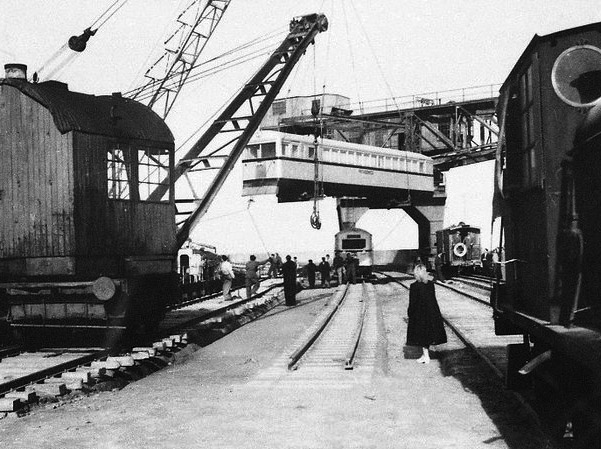
Descarga desde un vapor de unos coches motor de trocha 75cm, construidos en Puerto Madryn que se usaron esta línea, uno de los cuales se destruyó en el accidente ferroviario.

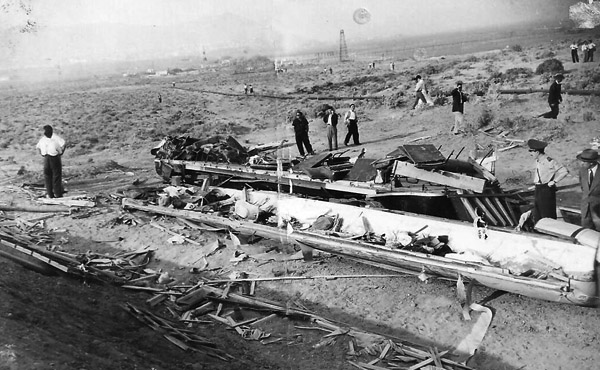
El fatal accidente que habría apresurado el cierre de este ramal en 1958

Punta Piedras o Rada Tilly era un apeadero ferroviario en ramal a Punta Piedras (también llamado ramal a Rada Tilly) subsidiario del ferrocarril que operaba en Comodoro Rivadavia y que unía a esta localidad con cercanías de Rada Tilly, ambas en la provincia de Chubut (Argentina). Se encontraba en el Departamento Escalante en extremo de la zona norte del ejido urbano de la Villa Rada Tilly y formaba parte de un ramal de trocha angosta que partía desde la vecina Comodoro Rivadavia.
El funcionamiento del apeadero era más cercano a una mera parada. De este modo, permitía el acceso de los viajeros a los trenes, aunque no se vendían pasajes ni contaba con una edificación que cumpliera las funciones de estación propiamente dicha. Pese a su precaria infraestructura, se constituyó como el punto más importante del ramal al ser el acceso más rápido al Balneario Rada Tilly; el más austral del mundo.
Fue una de los pocos puntos de este ferrocarril que cumplió una función turística, dado que llevaba a turistas a las bellas playas de arena en inmediaciones de Rada Tilly en verano.
El ramal de trocha económica, del que formó parte este apeadero, fue subsidiario del Ferrocarril de Comodoro Rivadavia a Sarmiento. Con sus casi 7 kilómetros fue el único que operó en la zona sur comodorense desde el año 1923 hasta que fue cerrado definitivamente en el año 1958.

## Toponimia
El apeadero y el ramal tomaron este nombre en relación con la vía que se hizo desde Comodoro hasta esta zona, para sacar las piedras que fueron usadas para las obras del puerto de Comodoro.

## Recorrido

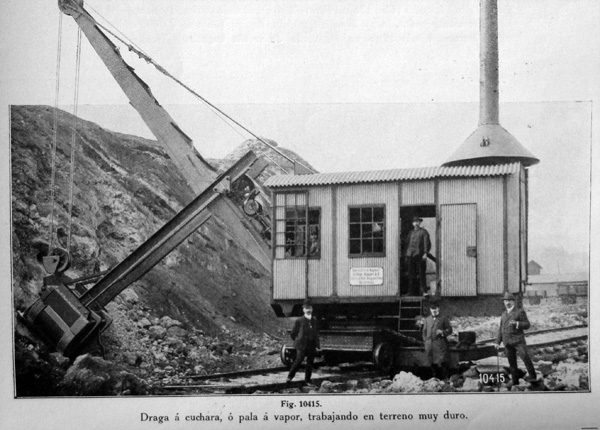
Una pala a vapor Orenstein y Koppel, cerca de la Punta Piedras.

La línea a Rada Tilly o Punta Piedras  era la única que surcaba la zona sur de Comodoro. Su ruta nacía en el puerto, atravesaba el centro de la ciudad rumbo sur pasando al lado del mar por la primera sección de tierra ganada, seguía la costa natural para cerca 1.500 metros antes de pasar a tierra adentro, aunque cerca de la costa; en este punto se habilitó un apeadero al frente de la Escuela Presidente Juan D. Perón hoy Liceo Militar. Su recorrido pasaba por los barrios Stella Maris e Industrial ambos referidos antes como Playa 99.
La terminal de Punta Piedras tenía en su punta de riel unos 7 km desde su comienzo. La línea finalizaba en inmediaciones del arroyo La Mata y las bardas de punta Piedras cerca de un gran zanjón que impidió que llegara más cerca de Rada Tilly. Hoy esta zona esta en los alrededores del Autódromo General San Martín. 
El servicio a Punta Piedras no contaba con una frecuencia fija, sino que se manejaba de acuerdo a la demanda del momento, por lo que a veces se esperaba sin saber exactamente hasta que hora. Además, una vez llegado el ferrobús al apeadero los viajeros descendían a la playa por medio de una escalera natural, que era un canal esculpido sobre la misma loma. Otro de las características de este ramal de ferrobuses era estaba completamente integrado al entonces ferrocarril urbano de Comodoro Rivadavia. De este modo, una vez arribaran a estación Comodoro Rivadavia, los veraneantes provenientes de Punta Piedras se disponía de varias combinaciones que permitían que  pudieran viajar a puntos lejanos del ramal como Astra, Diadema Argentina o COMFERPET.

## Historia
Su origen está asociado a la construcción del puerto Antonio Morán en 1923 y ampliación del barrio Centro de Comodoro sobre la costa marina. De este modo, línea nacía desde el puerto y se extendía hasta una zona de canteras, en Punta Piedra. Precisamente, gracias a este lugar las autoridades políticas y portuarias se abastecieron de material para las obras de reclamo sobre el mar. Su cabecera se ubicaba sobre el puerto, pero pasaba antes por la estación matriz. En 1935 es desafectada la locomotora Cooke que recorría el ramal para las tareas de traslado de material para el puerto. A los objetivos de carga del ramal, gracias a las necesidades de transporte de la época, se fueron anexando vagones para pasajeros con algunas comodidades y un apeadero provisorio en su punta de riel. Posteriormente, se cambió todo el transporte de pasajeros a autovías (ferrobuses). Por medio de estos cambios, el ramal vio rebozar de pasajeros en temporadas estivales por su cercanía a las playas de Rada Tilly. Hecho que lo llevó a constituirse como uno de los pocos ramales que funcionaron con finalidades turísticas en la zona.
El ramal a Punta Piedras fue  reacondicionado con nuevos tramos y mejoras que le permitieron a este ferrocarril llevar adelante más mejores viajes para sus pasajeros a Punta Piedras. Las refacciones a la línea fueron formalmente inauguradas por el gobernador militar el 31 de diciembre de 1952. El mismo se ejecutaba por tres coches motor que fueron refaccionados en los talleres de Puerto Madryn y luego embarcados a Comodoro para ser utilizados en las vías angostas a Punta Piedras. Ese mismo año se inauguró otro kilómetro de vía con un globo de inversión en lugar del triángulo de inversión original llegando al arroyo La Mata, justo antes de Punta Piedras. En el extremo de la línea estaba un hotel cercano. El ministerio de Obras Públicas intentó transferir la responsabilidad de la línea a la Gobernación Militar de Comodoro Rivadavia. No obstante, en 1954 era aun notada como pertenecía a la Dirección General de Puertos dentro la responsabilidad del MOP; el traspaso terminaría fracasando con la disolución de la gobernación en 1955.
Aunque fuentes mencionan que la línea llegaba a Rada Tilly; esto fue claramente imposible dado que Punta Piedras es un obstáculo que hacía imposible su ascenso y no se justificaba tampoco obras de tierra necesarias para pasarla cerca el nivel del mar. La ruta que seguía esta línea se confunde hoy en día con la Ruta Nacional 3 y el camino alternativo Juan Domingo Perón que unen Comodoro con Rada hasta terminar en inmediaciones del autódromo General San Martín.
La línea a Rada Tilly, recibió 1949 el coche motor N° 52 modelo CM52, hasta su destrucción en el accidente de playa 99. En 1953 se produjo el trágico accidente ferroviario en la Playa 99. A pesar de las mejoras el apeadero terminal no contaba sino con lo básico: solamente el tren siempre listo para partir. Se vendían boletos sin demasiado control, no existían sanitarios y no había construcción alguna que oficiara de refugio o garita. En consecuencia, sin tickets “marcados” tampoco resultaba fácil determinar el número de pasajeros transportados en cada viaje; era algo que tenía más que ver con la voluntad de los operarios que de un registro serio.
Fallecieron 26 personas que viajaban desde esta estación a Comodoro Rivadavia tras un día bello de playa. El número de víctimas se acrecentó cuando el coche cayó en el proceso de volverlo al vertical con pasajeros todavía adentro. Luego del accidente no volverían a correr los trenes por este ramal como medida precautoria por un tiempo.
El servicio luego fue restablecido pero con bajas frecuencias. Un informe del ferrocarril Patagónico reclama en 1955 que el Ministerio de Obras públicas mantenía gran parte del material rodante de la línea inactivo y que este debía ser remitido al Ferrocarril Central del Chubut . Sin embargo, el ramal a Punta Piedras aun estaba activo porque el mismo informe también peticiona ferrobuses diésel Ganz de trocha angosta para suplantar los actuales elementos de vía que se tienen en uso. Las peticiones no fueron consideradas al irrumpir la Revolución Libertadora con una nueva política económica contraria a Perón.

### Clausura
El primer revés para el ferrocarril de Comodoro Rivadavia a Colonia Sarmiento fue en este ramal, dado que el 20 de agosto de 1958, el ramal a Rada Tilly sufrió la clausura definitiva. El cierre se encausó en la llegada al poder de Arturo Frondizi. Su política económica estuvo definida, en los primeros tiempos, por el Plan Larkin que cerró ramales no productivos. La política de racionalización del sistema ferroviario, siempre altamente deficitario para el estado, llevó adelante operaciones que primaron criterios comerciales antes que el interés particular de muchos territorios del interior, que terminaron expuestos al despoblamiento y marginación en el campo productivo. En esta etapa de los ferrocarriles nacionales se desecha la posibilidad de nuevas extensiones, sino que se producen verdaderas mutilaciones al sistema. Junto con el ramal a Rada Tilly se despidió al poco tiempo para siempre el Ferrocarril Central del Chubut en 1961. El cierre fue precipitado por el accidente de 1953.

### Después del fin
Las vías fueron levantadas casi en su totalidad de forma rápida; para 1975 existían aún vías de trocha económica en el puerto, pero ya no se distinguía su uso. Cuando Marcelo Arcas visitó en febrero de 1977 lo que quedaba del agonizante ferrocarril de Comodoro Rivadavia a Colonia Sarmiento; aun permanecían en los talleres de Km 5 material rodante que era parte del ramal. Sin embargo, tras casi 20 años de cierre ya ningún trabajador sabía explicar su existencia y mucho menos algo del ramal de trocha angosta.

Tras el cierre del ferrocarril en 1978 el material ferroviario histórico, digno de museos, fue desguazado o vendido como chatarra. No obstante, a pesar del saqueo llevado a cabo por el Proceso de Reorganización Nacional aun quedaban los restos del coche motor que fue destruido en el accidente de 1953. Los mismos estuvieron en los talleres de la estación Presidente Ortiz y luego del cierre definitivo los mismos pasaron a ser galpones de la municipalidad de Comodoro. La municipalidad decidió desde 1995 el saqueo de los últimos restos del accidente y todo lo que aun perduraba del ferrocarril. Los restos fueron vendidos como chatarra; en desmedro del patrimonio que representaban, y que mereció ser conservado en el museo Ferroportuario. De este modo, para finales de la década de 1990 ya no había más vestigios ferroviarios en los talleres.Actualmente, queda muy poco de las vías y su terraplén; lo que contribuye a que en la actualidad muy pocos pobladores conocen que existió este ramal.

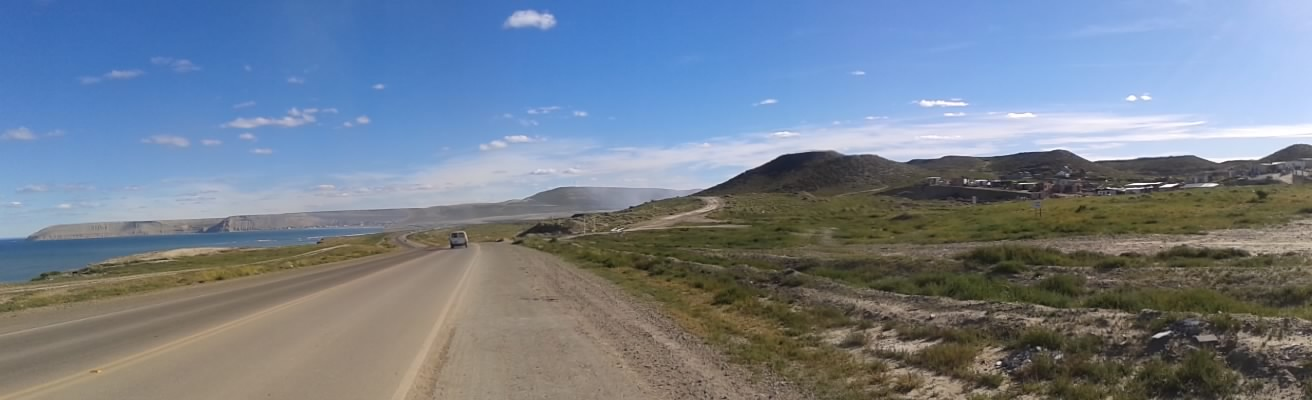
Vista del camino Perón, donde ayer tuvo paso el ferrocarril rumbo a la terminal del ramal a Punta Piedras.

## Galería
|                                           |
| Tren trayendo cargas desde punta Piedras. |

|                                                                            |
| Terraplén superviviente de la línea a Rada Tilly en muy malas condiciones. |

|                                                                      |
| Locomotora Baldwin saliendo del puerto en dirección a punta Piedras. |

|                                                         |
| Zanjón aun visible producido por máquinas ferroviarias. |

| |
| Vestigios del material vial del ramal tirados como chatarra en inmediaciones donde estuvo el apeadero y la playa de maniobras. |

| |
| Comodoro desde playa 99, lugar recorrido por este tren, hoy no son aptas por la contaminación sus aguas. |